# 길홍규
길홍규(1965년 3월 31일 ~)는 OB, 쌍방울에서 뛴 전 야구 선수다. 고려대학교 시절인 1987년 팀의 주장을 맡았으며, 현재 고려대학교 감독이다.

## 출신 학교
- 신일고등학교
- 고려대학교

## 같이 보기
- 1994년 쌍방울 레이더스 시즌